# Verkkosaari (ö i Södra Savolax, S:t Michel, lat 61,65, long 26,41)
Verkkosaari är en ö i Finland. Den ligger i sjön Suontee och i kommunen Pertunmaa i den ekonomiska regionen  S:t Michel och landskapet Södra Savolax, i den södra delen av landet, 180 km norr om huvudstaden Helsingfors. Öns area är 1,8 hektar och dess största längd är 250 meter i sydöst-nordvästlig riktning.